# Mesnil-en-Ouche
Mesnil-en-Ouche ist eine französische Gemeinde mit 4.441 Einwohnern (Stand: 1. Januar 2022) im Département Eure in der Region Normandie. Sie gehört zum Arrondissement Bernay sowie zum Kanton Bernay und ist Mitglied im Gemeindeverband Interco Normandie Sud Eure.

## Geografie
Mesnil-en-Ouche liegt etwa zwölf Kilometer südöstlich von Bernay im Pays d’Ouche. Umgeben wird Mesnil-en-Ouche von den Nachbargemeinden Saint-Aubin-le-Vertueux, Saint-Clair-d’Arcey und Corneville-la-Fouquetière im Norden,  Beaumont-le-Roger im Nordosten und Osten, Le Noyer-en-Ouche, La Houssaye und La Ferrière-sur-Risle im Osten, La Vieille-Lyre im Osten und Südosten und Süden, Bois-Anzeray und La Haye-Saint-Sylvestre im Süden,  Saint-Pierre-de-Cernières im Südwesten und Westen, Saint-Agnan-de-Cernières, La Trinité-de-Réville und Chamblac im Westen sowie Ferrières-Saint-Hilaire im Westen und Nordwesten.

## Geschichte
Zum 1. Januar 2016 wurden die bis dahin eigenständigen Kommunen Ajou, La Barre-en-Ouche, Beaumesnil, Bosc-Renoult-en-Ouche, Épinay, Gisay-la-Coudre, Gouttières, Granchain, Jonquerets-de-Livet, Landepéreuse, La Roussière, Saint-Aubin-des-Hayes, Saint-Aubin-le-Guichard, Sainte-Marguerite-en-Ouche, Saint-Pierre-du-Mesnil und Thevray zur neuen Gemeinde (commune nouvelle) Mesnil-en-Ouche zusammengeschlossen. Der Sitz dieser neu geschaffenen Gebietskörperschaft befindet sich im Ortsteil Beaumesnil.
Zur Ortsgeschichte vgl. die einzelnen Ortschaften.

## Gliederung
| Ortsteil                     | ehemaliger INSEE-Code | Fläche (km²) | Einwohnerzahl (2022) |
| ---------------------------- | --------------------- | ------------ | -------------------- |
| Ajou                         | 27007                 | 09,83        | 255                  |
| La Barre-en-Ouche            | 27041                 | 17,34        | 837                  |
| Beaumesnil (Verwaltungssitz) | 27049                 | 12,63        | 481                  |
| Bosc-Renoult-en-Ouche        | 27088                 | 07,85        | 136                  |
| Épinay                       | 27221                 | 13,54        | 290                  |
| Gisay-la-Coudre              | 27283                 | 16,27        | 235                  |
| Gouttières                   | 27292                 | 05,14        | 176                  |
| Granchain                    | 27296                 | 08,12        | 215                  |
| Jonquerets-de-Livet          | 27356                 | 10,28        | 326                  |
| Landepéreuse                 | 27362                 | 08,92        | 373                  |
| La Roussière                 | 27499                 | 10,23        | 210                  |
| Saint-Aubin-des-Hayes        | 27513                 | 05,95        | 144                  |
| Saint-Aubin-le-Guichard      | 27515                 | 11,13        | 286                  |
| Sainte-Marguerite-en-Ouche   | 27566                 | 05,35        | 094                  |
| Saint-Pierre-du-Mesnil       | 27596                 | 07,92        | 090                  |
| Thevray                      | 27628                 | 14,90        | 293                  |